# Aumühle
Aumühle là một đô thị ở bang Schleswig-Holstein, khoảng 21 km về phía đông của Hamburg.
Aumühle nằm bên sông Bille ở Sachsenwald, rừng rộng nhất Schleswig-Holstein.

## Đô thị kết nghĩa
Aumühle kết nghĩa với:
- Mortagne-sur-Sèvre Pháp
- Sleen, ngày nay thuộc Coevorden, Hà Lan